# Shenzhen Special Zone Press Tower
A Shenzhen Special Zone Press Tower é um arranha-céu, actualmente é o 63.º arranha-céu mais alto do mundo, com 262 metros (860 ft). Edificado na cidade de Shenzhen, China, foi concluído em 1998 com 48 andares.